# Acanthonotozomopsis duplocoxa
Acanthonotozomopsis duplocoxa is een vlokreeftensoort uit de familie van de Vicmusiidae. De wetenschappelijke naam van de soort is voor het eerst geldig gepubliceerd in 1990 door Just.